# Women's National Basketball Association 2003
Women's National Basketball Association 2003 var den sjunde säsongen av den amerikanska proffsligan i basket för damer. Säsongen inleddes torsdagen den 22 maj och avslutades måndagen den 25 augusti 2003 efter 238 seriematcher. Lagen i samma Conference mötte varandra fyra gånger, två hemma och två borta, vilket gav totalt 24 omgångar, samt lagen från den andra Conferencen en eller två gånger, vilket gav ytterligare 10 omgångar, totalt 34 matcher. De fyra första lagen i varje Conference gick därefter till slutspel som spelades mellan den 28 augusti och 16 september. Detroit Shock blev mästare för första gången efter att ha besegrat de två senaste årens mästare Los Angeles Sparks med 2-1 i finalserien.
Inför säsongen hade Orlando Miracle såldes och blivit Connecticut Sun och Utah Starzz såldes och blivit San Antonio Silver Stars.
Cleveland Rockers spelade sin sista säsong i ligan. I september 2003 meddelade ägaren Gund Arena Company att de inte längre var intresserade av att driva verksamheten i Rockers, och eftersom ligan inte kunde hitta någon ny som ville ta över ägandet av laget så upplöstes det helt efter säsongen.
All Star-matchen spelades den 12 juli i Madison Square Garden, New York där Western besegrade Eastern med 84-75.

## Grundserien
Not: V = Vinster, F = Förluster, PCT = Vinstprocent
- Lag i GRÖN färg till slutspel.
- Lag i RÖD färg har spelat klart för säsongen.

| Lag                | V  | F  | PCT  |
| ------------------ | -- | -- | ---- |
| Detroit Shock      | 25 | 9  | .735 |
| Charlotte Sting    | 18 | 16 | .529 |
| Connecticut Sun    | 18 | 16 | .529 |
| Cleveland Rockers  | 17 | 17 | .500 |
| Indiana Fever      | 16 | 18 | .471 |
| New York Liberty   | 16 | 18 | .471 |
| Washington Mystics | 9  | 25 | .265 |

| Lag                      | V  | F  | PCT  |
| ------------------------ | -- | -- | ---- |
| Los Angeles Sparks       | 24 | 10 | .706 |
| Houston Comets           | 20 | 14 | .588 |
| Sacramento Monarchs      | 19 | 15 | .559 |
| Minnesota Lynx           | 18 | 16 | .529 |
| Seattle Storm            | 18 | 16 | .529 |
| San Antonio Silver Stars | 12 | 22 | .353 |
| Phoenix Mercury          | 8  | 26 | .235 |

## Slutspelet
- De fyra bästa lagen från varje Conference gick till slutspelet.
- Alla slutspelsomgångar avgjordes i bäst av tre matcher.

|  | Conference Semifinal Bäst av 3 | Conference Semifinal Bäst av 3 | Conference Semifinal Bäst av 3 |             |    | Conference Final Bäst av 3 | Conference Final Bäst av 3 | Conference Final Bäst av 3 |  |  | WNBA Final Bäst av 3 | WNBA Final Bäst av 3 | WNBA Final Bäst av 3 |  |
|  |                                |                                |                                |             |    |                            |                            |                            |  |  |                      |                      |                      |  |
|  | E1                             | Detroit                        | 2                              |             |    |                            |                            |                            |  |  |                      |                      |                      |  |
|  | E1                             | Detroit                        | 2                              |             |    |                            |                            |                            |  |  |                      |                      |                      |  |
|  | E4                             | Cleveland                      | 1                              |             |    |                            |                            |                            |  |  |                      |                      |                      |  |
|  | E4                             | Cleveland                      | 1                              |             | E1 | Detroit                    | 2                          |                            |  |  |                      |                      |                      |  |
|  | Eastern Conference             |                                |                                |             | E1 | Detroit                    | 2                          |                            |  |  |                      |                      |                      |  |
|  |                                |                                | E3                             | Connecticut | 0  |                            |                            |                            |  |  |                      |                      |                      |  |
|  | E2                             | Charlotte                      | E3                             | Connecticut | 0  | 0                          |                            |                            |  |  |                      |                      |                      |  |
|  | E2                             | Charlotte                      |                                |             |    |                            |                            |                            |  |  |                      |                      |                      |  |
|  | E3                             | Connecticut                    | 2                              |             |    |                            |                            |                            |  |  |                      |                      |                      |  |
|  | E3                             | Connecticut                    | 2                              |             | E1 | Detroit                    | 2                          |                            |  |  |                      |                      |                      |  |
|  |                                |                                |                                |             |    |                            |                            |                            |  |  |                      |                      |                      |  |
|  |                                |                                | W1                             | Los Angeles | 1  |                            |                            |                            |  |  |                      |                      |                      |  |
|  | W1                             | Los Angeles                    | W1                             | Los Angeles | 1  | 2                          |                            |                            |  |  |                      |                      |                      |  |
|  | W1                             | Los Angeles                    |                                |             |    |                            |                            |                            |  |  |                      |                      |                      |  |
|  | W4                             | Minnesota                      | 1                              |             |    |                            |                            |                            |  |  |                      |                      |                      |  |
|  | W4                             | Minnesota                      | 1                              |             | W1 | Los Angeles                | 2                          |                            |  |  |                      |                      |                      |  |
|  | Western Conference             |                                |                                |             | W1 | Los Angeles                | 2                          |                            |  |  |                      |                      |                      |  |
|  |                                |                                | W3                             | Sacramento  | 1  |                            |                            |                            |  |  |                      |                      |                      |  |
|  | W2                             | Houston                        | W3                             | Sacramento  | 1  | 1                          |                            |                            |  |  |                      |                      |                      |  |
|  | W2                             | Houston                        |                                |             |    |                            |                            |                            |  |  |                      |                      |                      |  |
|  | W3                             | Sacramento                     | 2                              |             |    |                            |                            |                            |  |  |                      |                      |                      |  |

### WNBA-final
Detroit Shock vs Los Angeles Sparks
| Match   | Datum        | Hemmalag    | Bortalag    | Resultat |
| ------- | ------------ | ----------- | ----------- | -------- |
| Match 1 | 12 september | Los Angeles | Detroit     | 75 - 63  |
| Match 2 | 14 september | Detroit     | Los Angeles | 62 - 61  |
| Match 3 | 16 september | Detroit     | Los Angeles | 83 - 78  |

Detroit Shock vann finalserien med 2-1 i matcher